# 232.
◄ | 2. stoljeće | 3. stoljeće | 4. stoljeće | ►
◄ | 200-ih | 210-ih | 220-ih | 230-ih | 240-ih | 250-ih | 260-ih | ►
◄◄ | ◄ | 229. | 230. | 231. | 232. | 233. | 234. | 235. | ► | ►►
Astronomija • Književnost • Kršćanstvo

## Rođenja
- 19. kolovoza – Prob, rimski car († 282.)

## Vanjske poveznice
|  | Zajednički poslužitelj ima još gradiva o temi 232. |